# マライア (バンド)
マライア (Mariah) は、日本のバンドである。サキソフォニスト・清水靖晃を中心にスタジオ・ミュージシャンが集まり、1979年に音楽制作集団「マライア・プロジェクト」として始動。1980年、アルバム『YENトリックス』でキングレコードからデビュー。1983年のアルバム『うたかたの日々』を最後に解散した。

## 概歴
1978年頃、サックス・清水靖晃を中心に、ジャズ・シーンで知り合ったキーボード・笹路正徳、ドラム・山木秀夫、清水と共に「小林泉美&フライングミミバンド」のメンバーだったギター・土方隆行らにより、「清水靖晃グループ」を結成。
1979年、清水靖晃グループ（Sax.清水靖晃、Key.笹路正徳、G.秋山一将、G.土方隆行、Key.松本博、B.岡沢茂、Tp.岡野等、Sax.伊東毅、Ds.山木秀夫、Vo.村川ジミー聡）で、アルバム『マライア』をユピテルレコードから発表。
清水靖晃グループを前身に、小林泉美&フライングミミバンドのメンバーだったベース・渡辺モリオが参加し、メンバーや周辺ミュージシャン、スタッフを含めて「マライア・プロジェクト」と称する音楽制作集団を結成。
当時、ビーイングに所属しており、阿川泰子、秋本奈緒美、亜蘭知子、村田有美など様々なアーティストのプロデュースやレコーディング、清水・笹路・土方・村川のソロ・アルバムの制作を行う。
1980年、バンド「マライア」（Sax.清水靖晃、Key.笹路正徳、G.土方隆行、B.渡辺モリオ、Vo.村川ジミー聡、Ds.山木秀夫）として、アルバム『YENトリックス』でキングレコードのビルボックス・レーベルからデビュー。清水靖晃グループのジャズ・フュージョン・サウンドをよりロック色の強いサウンドへと変化させる。
時期によりカテゴライズが難しいバンドで、ジャズ、フュージョン、ハード・ロック、プログレッシブ・ロック、テクノ、ニューウェーブといった要素を含んでいる。発売メーカーにより大別されると、ジャズ・フュージョンまたはプログレッシブ・ロックとされることが多い。
なお、山木は他のバンドに在籍していることもあり、マネージメント契約やスケジュールの都合により当初はゲスト・メンバー扱いだった。デビュー・アルバムを他メンバーがハワイ録音の中、山木は東京でレコーディングを行っており、セカンド・アルバムから正式メンバーとなっている。
1981年、セカンド・アルバム『アウシュビッツ・ドリーム』を発表。
同年、レコード会社を移籍し、サード・アルバム『マージナル・ラヴ』を日本コロムビアからリリース。このアルバムはロサンゼルスで録音され、TOTOのギタリストであるスティーヴ・ルカサーがゲストで2曲参加している
。
また、シングル・カットされた表題曲「マージナル・ラヴ」が日立マクセルのテレビ・コマーシャル曲として起用された。
1982年、2枚組のライブ・アルバム『レッド・パーティ（悪魔の宴）』をリリース。1981年03月09日・10日に渋谷のヤマハ・エピキュラス（ホール）で収録されたライブ音源で、マライアの楽曲に加えてメンバーのソロ・アルバムからの楽曲も演奏されている。
ちなみに、コンサートではメンバー全員がメイクをしていた。
1983年に発表されラスト・アルバムとなった『うたかたの日々』では再び清水のソロ色が濃い観念的なサウンドとなり、メンバーでの録音は数曲のみ、村川に代わってアルメニア人のジュリー・フォーウェルがボーカルを務めている。
その後、清水はソロ・ユニット「清水靖晃&サキソフォネッツ」でクラシカルな方向へ、笹路・土方はロック・バンド「ナスカ」を経て音楽プロデューサーやスタジオ・ミュージシャンとして活動、渡辺は音楽プロデューサー、山木はスタジオ・ミュージシャンの道へと進み、それぞれが活躍の場を広げた。
メンバー間の音楽性の違いが顕著になり、個々の活動がメインになったため1985年に正式に解散に至った。
2015年、30年以上の時を経て『うたかたの日々』がニューヨークのパルト・フラッツ (Palto Flats) より再発売された。同作は『Resident Advisor』にて5点満点の4.2点を獲得し、「より多くの聴衆を得る価値がある、時代を超越したアルバム」と評された。また、『Pitchfork Media』では10点満点の8.5点を獲得し、「ベスト・ニュー・リイシュー」に選ばれている。

## メンバー
- 清水靖晃 - サックス
- 笹路正徳 - キーボード
- 土方隆行 - ギター
- 渡辺モリオ - ベース
- 村川ジミー聡 - ヴォーカル
- 山木秀夫 - ドラム

## ディスコグラフィ

### アルバム
- 『YENトリックス』（1980.08.21/Bill Box/キングレコード）[8]
- 『アウシュビッツ・ドリーム』（1981.06.05/Bill Box/キングレコード）[9]
- 『マージナル・ラヴ』（1981.10.25/BETTER DAYS/日本コロムビア）[10]
- 『レッド・パーティ（悪魔の宴）』（1982.02.21/Bill Box/キングレコード） ライブ盤2枚組 [11][12]
- 『うたかたの日々』（1983.02.21/BETTER DAYS/日本コロムビア）[13]

### シングル
- 「マージナル・ラヴ」（1981.10.25/BETTER DAYS/日本コロムビア）

### マライア・プロジェクト・ソロ・アルバム
- 清水靖晃グループ『マライア』（1979.05.25/ユピテルレコード）
- 笹路正徳『HOT TASTE JAM』（1980.03.01/徳間音楽工業）[14]
- 土方隆行『Smash The Glass』（1980.06.25/日本コロムビア）[15][16]
- 笹路正徳『HELL-TER SKELTER』（1980.11.01/徳間音楽工業）[17]
- 清水靖晃『ベルリン』（1980.11.21/キングレコード）
- 土方隆行『Atomic Rooster』（1981.03.05/日本コロムビア）[18][19]
- 清水靖晃『IQ179  愛究壱百七拾九』（1981.08.25/日本コロムビア ）[20]
- 村川ジミー  『Original DE-MOTION PICTURE』（1982.06.21/日本コロムビア）[21]
- 清水靖晃『案山子』（1982.12.01/日本コロムビア）[22]